# Shupiyan
Shupiyan ou Shopian est une ville indienne située dans le district de Shopian dans le territoire du Jammu-et-Cachemire. En 2011, sa population était de 16 360 habitants.